# Untertauern
Untertauern osztrák község Salzburg tartomány Sankt Johann im Pongau járásában. 2018 januárjában 466 lakosa volt. 

## Elhelyezkedése

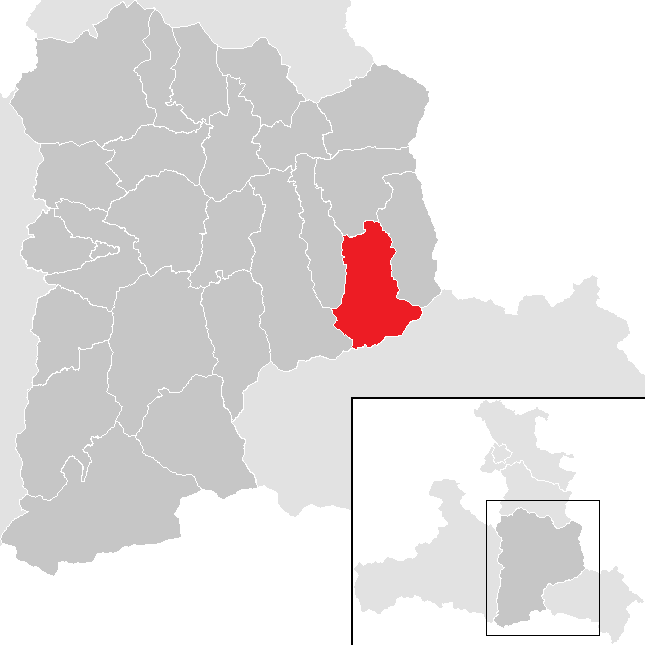
Untertauern a St. Johann im Pongau-i járásban

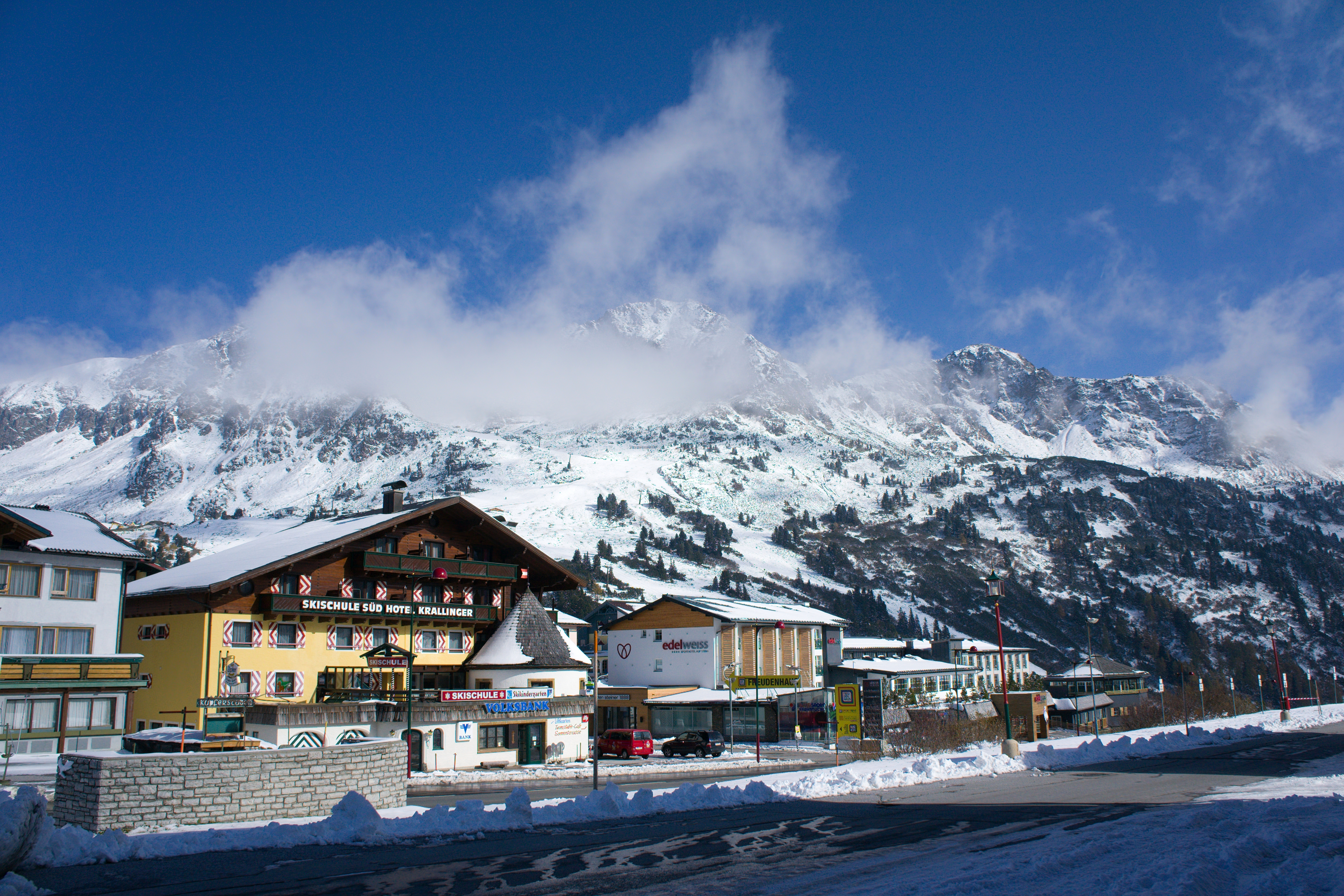
Obertauern látképe

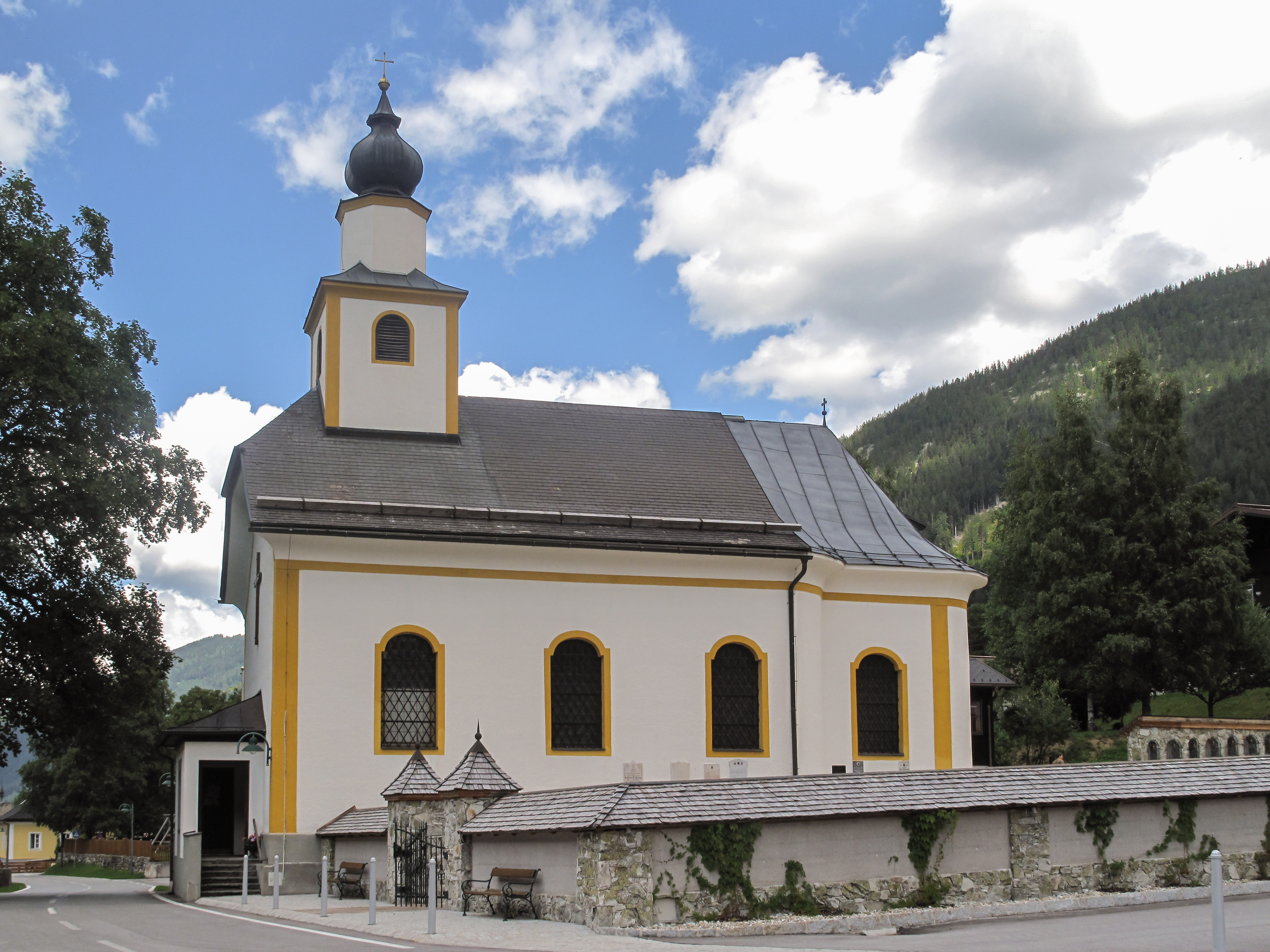
A Szt. József-plébániatemplom

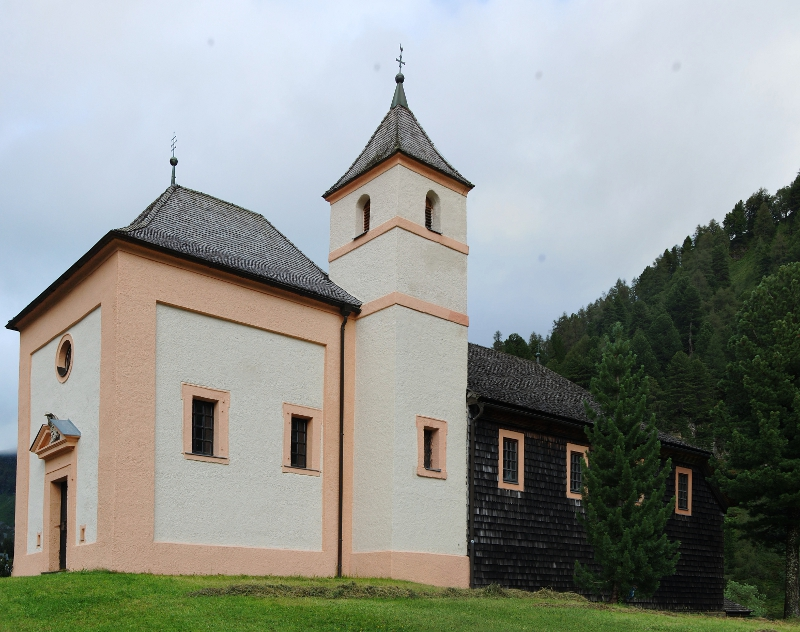
A Szt. Péter-templom

Untertauern Salzburg tartomány Pongau régiójában fekszik a Taurach folyó mentén, az Alacsony-Tauern hegységhez tartozó Radstadti-Tauernben. Déli részén található a Radstadti Tauern-hágó. Legmagasabb pontjai a Hintere Geißstein (2190 m) keleten és a Strimskogel (2139 m) nyugaton. Az önkormányzat 2 településrészt, illetve falut egyesít: Obertauern (209 lakos 2018-ban) és Untertauern (257 lakos).
A környező önkormányzatok: nyugatra Flachau, északnyugatra Altenmarkt im Pongau, északra Radstadt, északkeletre Forstau, délkeletre Tweng.

## Története
A Radstadti Tauern-hágón már a római időkben is áthaladt egy útvonal. Untertauern egy pihenőállomás volt az út mentén, a Lürzerhof fogadó a 14. századig tudja visszavezetni a történetét. 
1911-ben itt született a neves osztrák festő, Lucas Suppin, akinek apja, Georg Suppin falusi tanító volt Untertauernben.

## Lakosság
Az untertauerni önkormányzat területén 2017 januárjában 466 fő élt. A lakosságszám 1971-tól 2011-ig gyarapodó tendenciát mutatott, ami az utóbbi években megtorpanni látszik. 2016-ban a helybeliek 85,9%-a volt osztrák állampolgár; a külföldiek közül 3,1% a régi (2004 előtti), 7,5% az új EU-tagállamokból érkezett. 2,4% a volt Jugoszlávia (Szlovénia és Horvátország nélkül) vagy Törökország, 1,1% egyéb országok polgára. 2001-ben a lakosok 85,2%-a római katolikusnak, 3,5% evangélikusnak, 4% ortodoxnak, 2,9% mohamedánnak, 3,5% pedig felekezet nélkülinek vallotta magát. Ugyanekkor a német (82,6%) mellett a legnagyobb nemzetiségi csoportot a horvátok (9,3%), a szerbek (3,8%) és a törökök (1,1%) alkották. 
A lakosság számának változása:

| 2016 | 461 |
| 2018 | 466 |

## Látnivalók
- az untertauerni Szt. József-plébániatemplom
- az obertauerni Szt. Péter-templom
- a Wisenegg szálloda műemlék épülete eredetileg 1573-ban készült, 1919-ben egy tűzvész után újjáépítették
- római mérföldkő

## Fordítás
- Ez a szócikk részben vagy egészben  az   Untertauern című német Wikipédia-szócikk ezen változatának fordításán alapul.  Az eredeti cikk szerkesztőit annak laptörténete sorolja fel. Ez a jelzés csupán a megfogalmazás eredetét és a szerzői jogokat jelzi, nem szolgál a cikkben szereplő információk forrásmegjelöléseként.